# Synapsis strnadi
Synapsis strnadi là một loài bọ cánh cứng trong họ Bọ hung (Scarabaeidae).